# Monoeca schrottkyi
Monoeca schrottkyi là một loài Hymenoptera trong họ Apidae. Loài này được Friese mô tả khoa học năm 1904.